# Шонкар
«Шонка́р» (баш. «Шоңҡар» — «кречет») — российский ежемесячный молодёжный общественно-политический и литературно-художественный журнал на башкирском языке, издающийся в Уфе. Главный редактор — Айгиз Гиззатович Баймухаметов.
Истоки журнала восходят к 1990 году, когда в башкирском литературном журнале «Агидель» на правах «журнала внутри журнала» возникла молодёжная редакция. В 1993 году в издательстве «Китап» вышел первый номер журнала в виде альманаха. В качестве независимого издания журнал начал выходить с января 1994 года; очень быстро он завоевал популярность среди молодежи Башкортостана.
В журнале печатаются известные башкирские писатели и общественные деятели — Равиль Бикбаев, Зигат Султанов, Рашит Султангареев, Рашит Шакуров.